# Parijs-Tours 2018
De 112e editie van de wielerwedstrijd Parijs-Tours werd gehouden op 7 oktober 2018. De wedstrijd startte in Chartres en eindigde in Tours. De wedstrijd maakte deel uit van de UCI Europe Tour 2018, in de categorie 1.HC. Van de 158 gestarte renners finishten er 104.
Søren Kragh Andersen schreef de vernieuwde editie van Parijs-Tours op zijn naam. De Deen, uitkomend voor Sunweb, bleef over de onverharde wegen bespaard van pech en demarreerde tien kilometer van de meet van Benoit Cosnefroy en Niki Terpstra weg. Andersen passeerde solo de meet. Terpstra sprintte op 25 seconden naar de tweede plaats.

## Uitslag
| Parijs–Tours 2018 (214,5 km) |                      |                                        |          |
| Plaats                       | Naam                 | Ploeg                                  | Tijd     |
| Winnaar                      | Søren Kragh Andersen | Team Sunweb                            | 4u27'55" |
| 2                            | Niki Terpstra        | Quick-Step Floors                      | + 25”    |
| 3                            | Benoît Cosnefroy     | AG2R La Mondiale                       | z.t.     |
| 4                            | Oliver Naesen        | AG2R La Mondiale                       | + 1'14”  |
| 5                            | Valentin Madouas     | Groupama-FDJ                           | z.t.     |
| 6                            | Tiesj Benoot         | Lotto-Soudal                           | z.t.     |
| 7                            | Sep Vanmarcke        | Team EF Education First p/b Cannondale | z.t.     |
| 8                            | Philippe Gilbert     | Quick-Step Floors                      | z.t.     |
| 9                            | Taco van der Hoorn   | Roompot-Nederlandse Loterij            | + 1'24”  |
| 10                           | Jos van Emden        | LottoNL-Jumbo                          | z.t.     |

1896 · 
1897-1900 · 
1901 · 
1902-1905 · 
1906 · 
1907 · 
1908 · 
1909 · 
1910 · 
1911 · 
1912 · 
1913 · 
1914 · 
1915-1916 · 
1917 · 
1918 · 
1919 · 
1920 · 
1921 · 
1922 · 
1923 · 
1924 · 
1925 · 
1926 · 
1927 · 
1928 · 
1929 · 
1930 · 
1931 · 
1932 · 
1933 · 
1934 · 
1935 · 
1936 · 
1937 · 
1938 · 
1939 · 
1940 · 
1941 · 
1942 · 
1943 · 
1944 · 
1945 · 
1946 · 
1947 · 
1948 · 
1949 · 
1950 · 
1951 · 
1952 · 
1953 · 
1954 · 
1955 · 
1956 · 
1957 · 
1958 · 
1959 · 
1960 · 
1961 · 
1962 · 
1963 · 
1964 · 
1965 · 
1966 · 
1967 · 
1968 · 
1969 · 
1970 · 
1971 · 
1972 · 
1973 · 
1974 · 
1975 · 
1976 · 
1977 · 
1978 · 
1979 · 
1980 · 
1981 · 
1982 · 
1983 · 
1984 · 
1985 · 
1986 · 
1987 · 
1988 · 
1989 · 
1990 · 
1991 · 
1992 · 
1993 · 
1994 · 
1995 · 
1996 · 
1997 · 
1998 · 
1999 · 
2000 · 
2001 · 
2002 · 
2003 · 
2004 · 
2005 · 
2006 · 
2007 · 
2008 · 
2009 · 
2010 · 
2011 · 
2012 · 
2013 · 
2014 · 
2015 · 
2016 · 
2017 · 
2018 · 
2019 ·
2020 ·
2021 ·
2022 ·
2023 ·
2024 ·